# Irish Rugby Football Union
Irish Rugby Football Union (irl. Cumann Rugbaí na hÉireann) – związek sportowy, działający na terenie Irlandii i Irlandii Północnej, posiadający osobowość prawną, będący jedynym prawnym reprezentantem irlandzkiego rugby 15-osobowego i 7-osobowego, zarówno wśród mężczyzn, jak i kobiet we wszystkich kategoriach wiekowych w kraju i za granicą. Członek World Rugby i Rugby Europe.
Odpowiedzialny jest za promocję tego sportu, prowadzenie irlandzkich drużyn narodowych, a także za szkolenie zawodników oraz organizowanie krajowych rozgrywek ligowych i pucharowych. Organizowanie wewnątrzregionalnych rozgrywek należy natomiast do czterech prowincjonalnych związków rugby. IRFU jest organizacją uznawaną przez Komitet Olimpijski Irlandii.

## Historia
Pierwszy klub rugby – szczycący się również mianem najstarszego klubu na świecie, Dublin University Football Club z Trinity College w Dublinie – powstał na terenie Irlandii w 1854 roku. W ciągu kolejnego dwudziestolecia założono kolejne, powstała więc konieczność zorganizowania ich związku. W latach 1874–1879 istniały obok siebie dwa takowe – Northern Football Union of Ireland kontrolujący obszar Belfastu oraz Irish Football Union, w którego jurysdykcji znajdowały się Leinster, Munster i część Ulsteru. Połączyły się one w 1879 roku tworząc dla całej wyspy zarządzany przez osiemnastoosobową radę Irish Rugby Football Union z regionalnymi związkami w Leinster, Munster i Ulsterze. W 1885 roku stowarzyszonych było dwadzieścia sześć klubów – dziesięć w Ulsterze, dziewięć w Leinster i siedem w Munster. Rok później powstał zaś regionalny związek w Connacht.
W 1886 roku wraz ze związkami ze Szkocji i Walii utworzył International Rugby Football Board, zarządzającą tym sportem i ustalającą zasady gry. W 1999 roku przystąpił do FIRA-AER.
IRFU jest właścicielem Ravenhill Stadium, Thomond Park oraz dzierżawionych klubom stadionów na terenie całego kraju, a także współwłaścicielem Aviva Stadium powstałego na miejscu Lansdowne Road.

## Prowincjalne związki
- Connacht Rugby
- Leinster Rugby
- Munster Rugby
- Ulster Rugby